# Ole Larsen
 For alternative betydninger, se Ole Jensen. (Se også artikler, som begynder med Ole Jensen)
 Der er flere personer med dette navn, se Ole Larsen (maler).
Ole Jensen Larsen (født 17. marts 1899 i Hellested Sogn, død 9. juli 1982) var en dansk skuespiller. Han nåede at færdiggøre sin læretid som malersvend, før han blev privatelev hos Cajus Bruun. Han debuterede i september 1919 i Norge som Werner i filmen En børsbaron.
Ole Larsen var søn af skrædder Jens Ole Larsen og hustru Anne Kristine Jakobsen.
Ole Larsen blev gift den 27. oktober 1933 i Vor Frue Kirke i Aarhus med Ellen Agnes Frank.
Ole Larsen ligger begravet på Hellested Kirkegård.

## Filmografi
- Guld og grønne skove (1958)
- 6-dagesløbet (1958)
- Tro, håb og trolddom (1960)
- Ullabella (1961)
- Klabautermanden (1969)
- Den korte sommer (1976)
- Mig og Charly (1978)
- Næste stop - Paradis (1980)

## Tv-serier
- Livsens Ondskab (1972)
- Aladdin eller den forunderlige lampe (1975)
- Fiskerne (1977)